# Herodes Atticus' Odeon
Herodes Atticus' Odeon er et friluftsteater som blev bygget af Lucius Vibullius Hipparchus Tiberius Claudius Atticus Herodes (født ca. 101, død ca. 171) i år 161 e.Kr. Teatret er bygget i typisk romersk stil og ligger ved foden af Akropolis i Athen. Det var det sidste store antikke bygningsværk i dette område. Det er det bedst bevarede teater ved Akropolis, indvendigt er det blevet restaureret.
Herodes, som kom fra en rig og mægtig familie, var lærer og filosof, og havde arvet sin store formue efter sin far. Da hans kone Annie Riggilla døde byggede han teatret for at ære hendes minde. Teatret blev benyttet til fremføring af musik, dengang og i dag. Bl.a. afholdes musikfestivalen i Athen der årligt.
- Wikimedia Commons har flere filer relateret til Herodes Atticus' Odeon

| Arkitektur | Spire Denne arkitekturartikel er en spire som bør udbygges. Du er velkommen til at hjælpe Wikipedia ved at udvide den. |

47°N 62°Ø / 47°N 62°Ø